# Cuasso al Piano
Cuasso al Piano è la frazione di valle del comune di Cuasso al Monte, in provincia di Varese, e ne è la più estesa e la più popolosa, con 1727 abitanti. Costituì un comune autonomo fino al 1757.

## Geografia fisica

### Idrologia
Nel territorio della frazione scorre il torrente Cavallizza, che crea delle magnifiche cascate immerse nel verde della natura. Questo fiumiciattolo va poi a sfociare nel Lago di Lugano, nel territorio di Porto Ceresio. Il paese è tagliato in due da questo fiume, la cui valle in cui scorre separa la parte vecchia e più elevata della frazione dell'area urbana più recente a sud.
Nei pressi della diga di ritenuta, si unisce con il torrente Brivio proveniente da Besano, e va a formare il torrente (o rio) Bolletta, che, pochi metri dopo questo punto d'incontro, si sdoppia e va a creare il piccolo fiumiciattolo Bollettaccia. Questo torrente Bolletta, che dà il nome all'omonimo impianto di depurazione, che gestisce gli scarichi di parte della Valceresio.

## Storia
Cuasso al Piano fu un antico comune del Milanese registrato agli atti del 1751 come un villaggio con istituzioni proprie, il cui governo era affidato a due sindaci eletti ogni tre anni nella piazza del paese. Nel 1751 vi erano 33 focolari con 176 abitanti. Possedeva inoltre una propria parrocchia, la più antica del paese, fondata nel XVI secolo da San Carlo Borromeo, dalla quale si staccò Cuasso al Monte nel 1574, ed un proprio Santo Patrono, Sant'Antonio Abate.
I comuni rimasero separati fino all'editto di riforma dell'amministrazione milanese emanato il 10 giugno 1757 dall'imperatrice Maria Teresa, quando venne creato il comune di Cuasso al Monte e al Piano, facente parte della provincia austriaca di Gallarate, poi Varese. Il paesino aveva da sempre intrattenuto stretti rapporti con la vicina località, relazioni rese evidenti dalla simile denominazione. Furono questi legami a prevalere, portando la creazione di un'unica amministrazione comunale fra due località già da tempo correlate.
Il nome fu cambiato in quello attuale, Cuasso al Monte, nel 1816, e da quel momento Cuasso al Piano è stata sempre solo una frazione.

## Monumenti e luoghi d'interesse

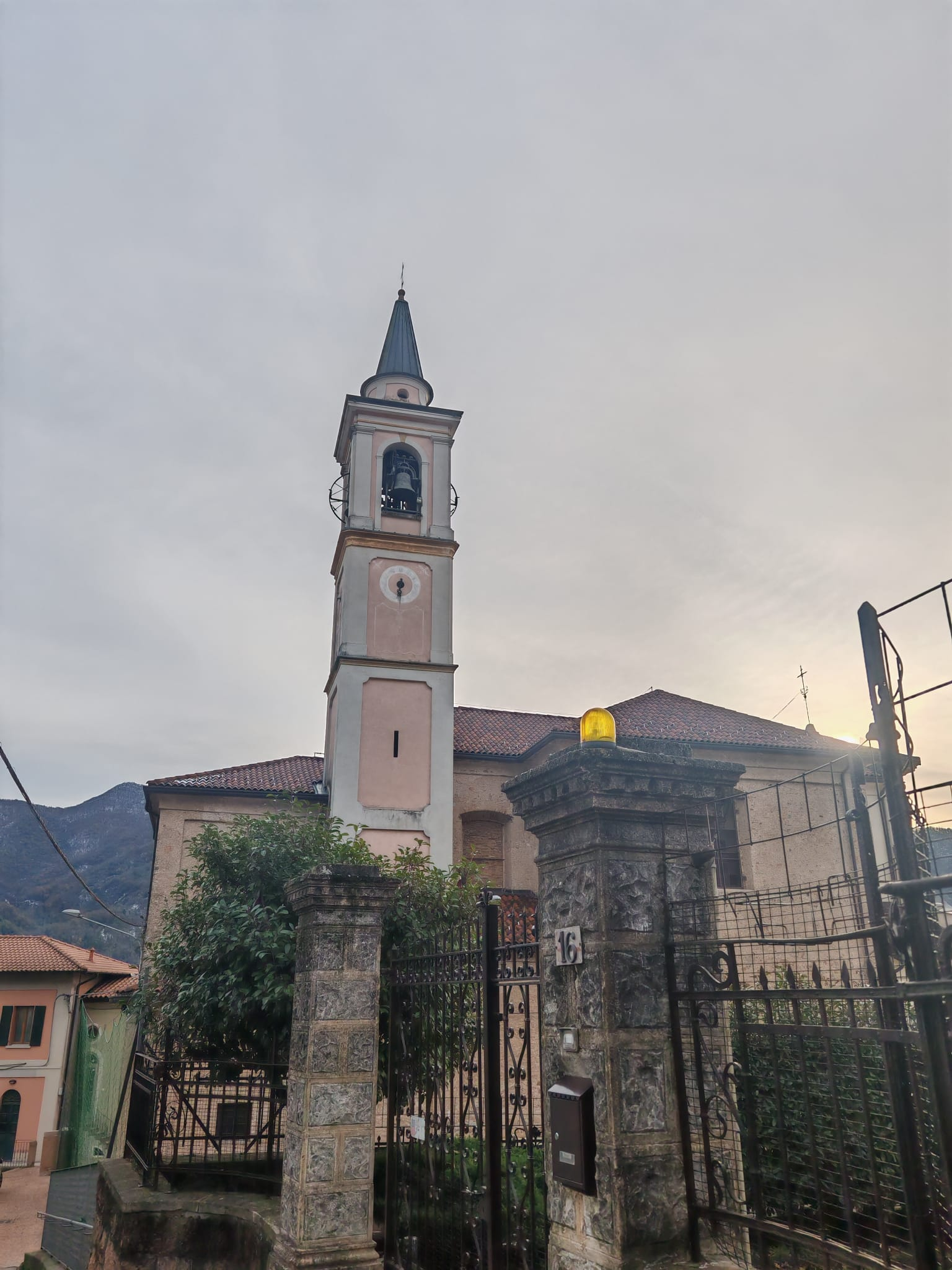
Vista laterale della chiesa di Sant'Antonio Abate

### Architetture religiose
Nel centro storico della frazione è presente l'imponente Chiesa di Sant'Antonio Abate, la cui costruzione terminò nel 1745. Fa parte dell'Arcidiocesi di Milano. Al suo interno è conservata una reliquia del Beato Manfredo Settala, uno dei curati di Cuasso, che celebrò nella Chiesa di San Giacomo.
Fu restaurata negli interni  (organo e pulpito ligneo settecentesco )  e fu rifornito di arredi e paramenti sacri tradizionali del parte del parroco (dal 2011 al 2021) don Nicolò Casoni.
Nella località di Madonna in Campagna, nei pressi delle scuole medie, sorge l'omonima chiesa, propriamente chiamata oratorio di Santi Maria nei Campi, dedicata all'Assunzione della Madonna.
Nelle vicinanze del cimitero è presente la piccola chiesa di San Giacomo (precedentemente di San Cristoforo, già Santa Cristina), la più antica tra le numerose chiese della Valceresio. Ha subito una lunga ristrutturazione, recentemente terminata.
Nella zona bassa del paese, all'incrocio tra via Molino del Torchio e via Crocetta, è situata un'antica croce di ferro in una roccia. Questa dà il nome a via Crocetta. A fianco a questa croce ne è stata installata una in legno, più grande ed elaborata.

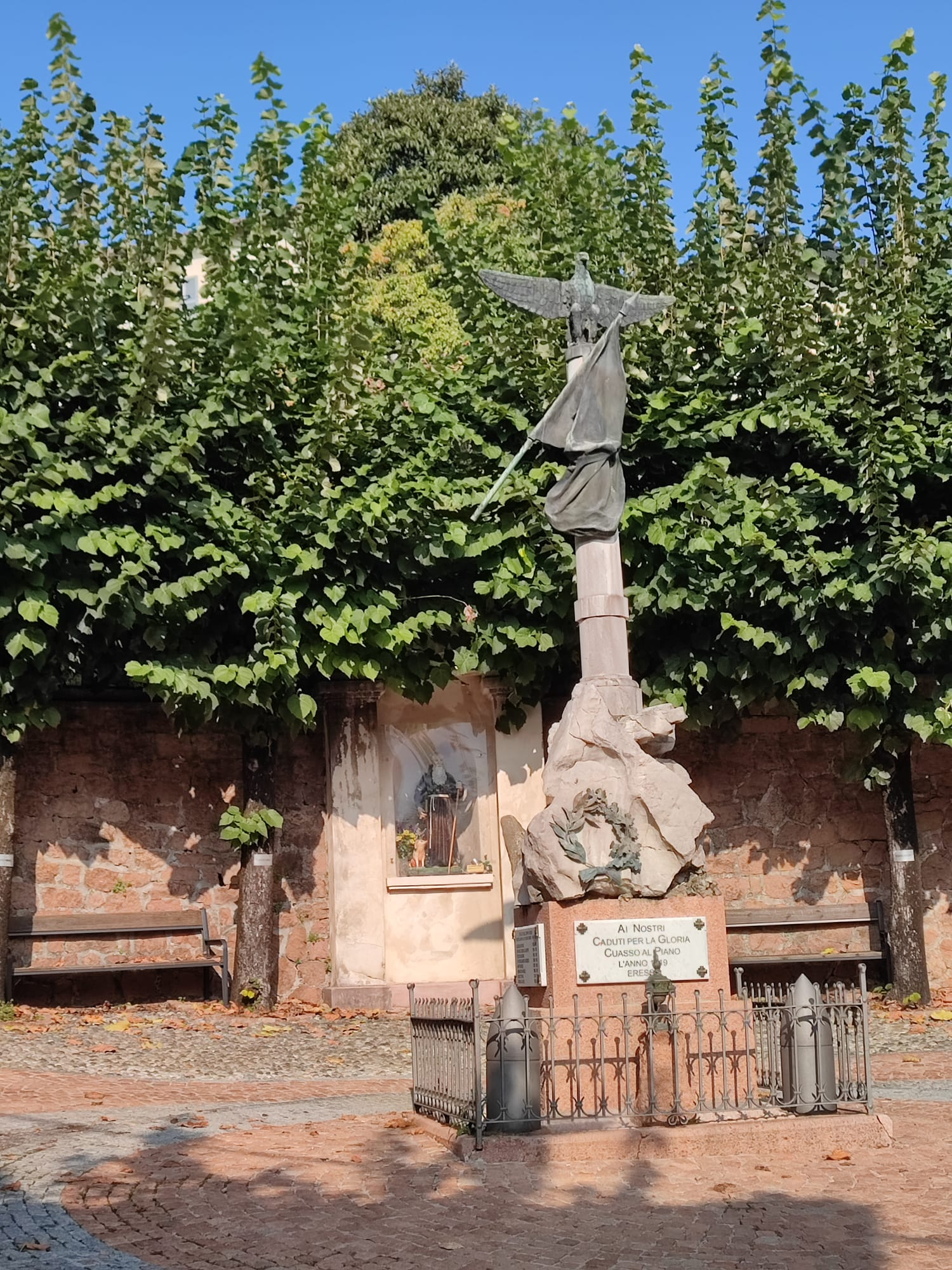
Il Monumento

### Architetture civili
Cuasso al Piano ospita le scuole medie del comune, succursale dell'istituto comprensivo "Don Milani" di Bisuschio. Risale agli anni '50 e nel suo sedime ospita, oltre all'istituto scolastico, la biblioteca, la palestra multifunzionale "PalaCuasso" e l'ambulatorio medico comunale.
Nei pressi del fiume Bolletta sorge l'omonimo impianto di depurazione delle acque, che depura gli scarichi provenienti dalla Valceresio per poi sversare l'acqua pulita nel torrente, verso il Lago Ceresio.

### Architetture militari
In Piazza Pedoja fu collocato nel 1919 il Monumento ai Caduti, il primo del comune ad essere costruito e uno dei primi in Italia ad essere in augurato.

## Geografia antropica

### Ca' dan Zura e Ca' dan Zott
Cuasso al Piano è a sua volta divisa in due sottodivisioni, nominate Case di Sopra e Case di Sotto. La distinzione prevale ancora oggi, tant'è che molti cuassesi chiedono quale sia, tra le due, la preferita. Quando si teneva il Palio di Cuasso tra le frazione del comune, queste due combattevano l'una contro l'altra.

#### Localita ca' dan zura
Questa località corrisponde alla parte più elevata del paese ed include le vie Orrigoni, M. Settala, Sant'Antonio, Scaletta, Ca' Martino, Galimberti, Cerrini e le piazze Pedoja e Sant'Antonio. È costituita da antichi edifici e da corti, ancora abitati. La parte a sud si affaccia sulla Valceresio, e qui è presente il Balcone di Cuasso. Questa località vanta numerosi luoghi di interesse: il Balcone, la Chiesa parrocchiale di Sant'Antonio Abate e la relativa casa e oratorio parrocchiale, Villa Elena (ex casa di suore malate, poi prima sede della Pro Loco Cuasso dalla sua fondazione fino all'abbandono), la scuola materna paritaria di Cuasso al Piano (anticamente gestita da suore; le sorelle anziane o inferme andavano ad abitare nella sovrastante Villa Elena), la sede della storica Cooperativa di Consumo di Cuasso, il Monumento ai Caduti di Cuasso al Piano in piazza Pedoja e la vicina cappella di Sant'Antonio Abate.

#### Località ca' dan zott
La località ca' dan zott siede ai giace ai piedi della collina su cui si trova l'altra. Si sviluppa sulle vie Gastaldi (ex-sp29dir), Guerneri (ex-sp29dir), Cerrini, Sottobalcone e degli Storti. La parte maggiore è costituita da un corposo agglomerato di edifici a corte che si affacciano su un cortile interno. Altri edifici a schiera si affacciano su via Guerneri, mentre case singole su via Gastaldi verso Porto Ceresio. La località è collegata a Piazza Pedoja di ca' dan zura da una strada pedonalizzata, via Cerrini; vi è inoltre un sentiero che porta a Madonna in Campagna, continuazione di via Sottobalcone, che arriva in prossimità delle scuole medie ed è solamente pedonale. Questa località vanta la sede del gruppo Alpini del paese e la Chiesa di San Giacomo, nonostante la distanza.

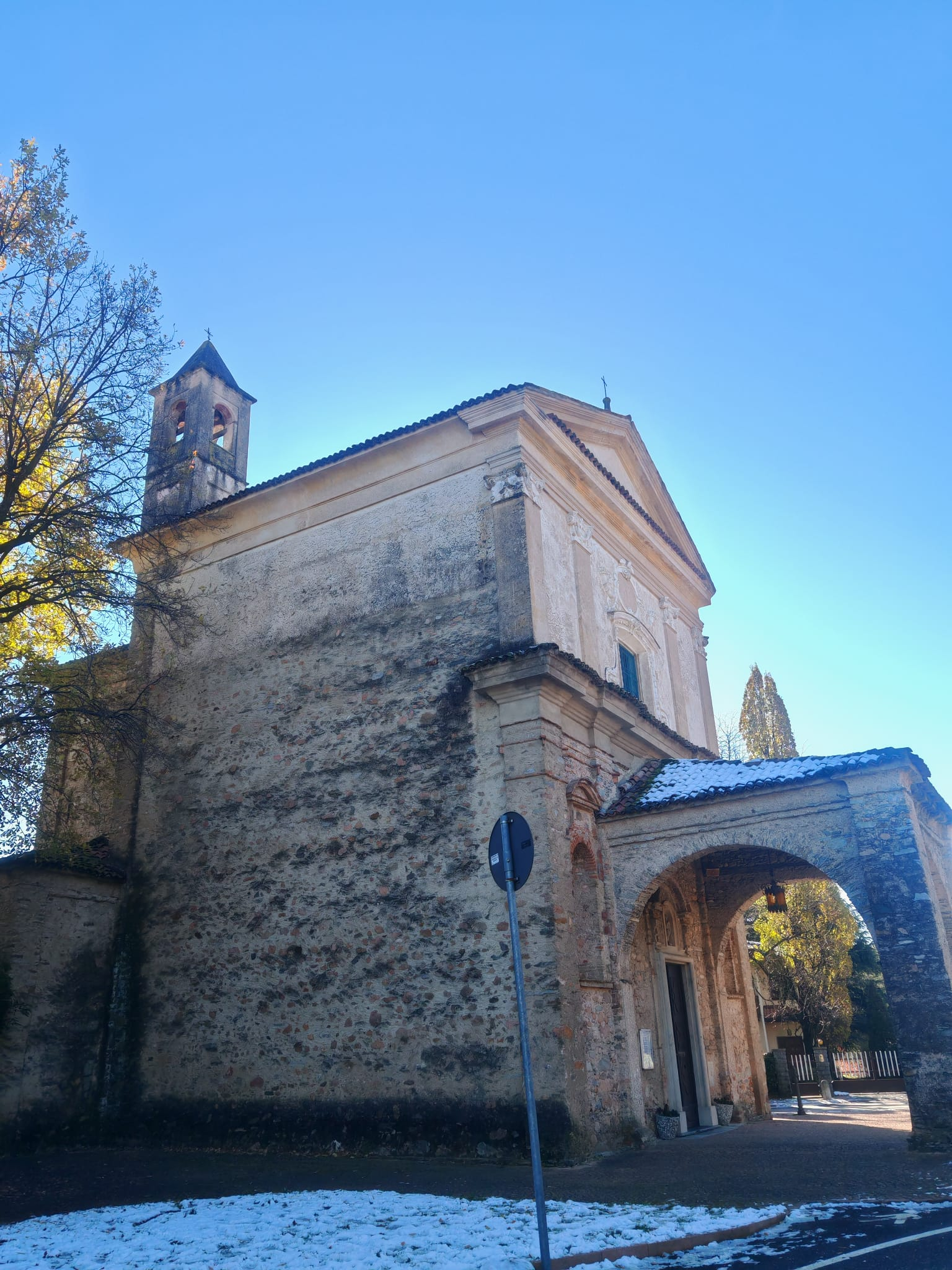
La chiesa dell'Assunta

### Località Madonna in Campagna
La località di Madonna in Campagna si estende nella parte più recente del paese, a sud. Comprende gli edifici situati nelle vicinanze dell'oratorio di Maria nei Campi, comunemente conosciuto come chiesa di Madonna in Campagna situata su via Don Benzoni.

### Località Rossaga
Località Rossaga si sviluppa su via Rossaga, strada che da Cuasso al Piano porta, attraverso i boschi, a Bisuschio, alternativamente alla SP29.

### Località Pianazzo
Questa località è formata dalle vie Pianazzo e delle Rose ed è l'ultimo conglomerato di case che si incontra prima di lasciare Cuasso al Piano andando verso Cuasso al Monte percorrendo la SP29. 

### Località Loco (Vecchio e Nuovo)
La località Loco è l'ultimo abitato di Cuasso al Piano, prima di passare il cartello per Bisuschio su via Repubblica. È suddivisa in Vecchio e Nuovo.

## Sport
Nella frazione è presente un campo da calcio in sabbia rossa, luogo di gioco per la società calcistica di calcio a 7 "Real Cuasso", che ha disputato campionati dilettantistici regionali.
È inoltre presente la palestra comunale multifunzionale nominata "PalaCuasso", sede di numerosi corsi del CSI di Bisuschio.